# Улица Айзсила
Улица А́йзсила (латыш. Aizsila iela — «за бором») — улица в Видземском предместье города Риги, в историческом районе Тейка. Начинается от улицы Дзербенес, проходит в юго-восточном направлении, пересекает улицу Баяру, затем меняет направление на юго-западное и заканчивается перекрёстком с улицей Лиелвардес. С другими улицами не пересекается.
Общая длина улицы составляет 491 метр; почти на всём протяжении асфальтирована, однако 46-метровый участок после поворота улицы имеет гравийное покрытие. Разрешено движение в обоих направлениях. Общественный транспорт по улице не курсирует.
Застроена частными домами.

## История
Улица Айзсила проложена в первой половине 1950-х годов; впервые упоминается в 1953 году под своим нынешним названием, происходящим от близости улицы к Бикерниекскому лесу. Переименований улицы не было.